# Przegląd Socjalistyczny
Przegląd Socjalistyczny – kwartalnik kulturalno-polityczny wydawany od 2004 roku w Warszawie.
Periodyk wydawany jest przez stowarzyszenie Ruch Społeczny „Praca-Pokój-Sprawiedliwość”. Celem pisma jest popularyzacja dorobku niepodległościowego ruchu socjalistycznego i dbałość, aby idee związane z tradycją Polskiej Partii Socjalistycznej były kontynuowane i znalazły miejsce w bieżących działaniach lewicy polskiej.
W skład kolegium redakcyjnego kwartalnika wchodzą: Andrzej Ziemski – redaktor naczelny, Jacek Kłopotowski – sekretarz redakcji, Leonard Dubacki, Sylwester Szafarz. Do 2010 roku Przegląd Socjalistyczny wydawany był w formie dwumiesięcznika.
Autorami piszącymi dla „Przeglądu Socjalistycznego” byli m.in.: Paweł Bożyk, André Brie, Rafał Chwedoruk, Adam Gierek, Krzysztof Janik, Wojciech Jaruzelski, Jerzy Jaskiernia, Grzegorz Kołodko, Adam Koseski, Stanisław Koziej, Hanna Kuzińska, Ryszard Matuszewski, Ryszard Sławiński, Maria Szyszkowska, Zenon Ważny, Przemysław Wielgosz, Andrzej Ziemski.